# نیگاتا بوگیو
نیگاتا بوگیو (به ژاپنی: 新潟奉行 Niigata bugyō)، مقام‌های شوگون‌سالاری توکوگاوا در دوره ادو ژاپن بودند. انتصاب در این دفتر برجسته معمولاً از دایمیوهای فودای بود. تفاسیر متعارف این عناوین ژاپنی را به عنوان «کمیسیون»، «نظارت» یا «فرماندار» تعبیر کرده‌اند.
شهر نیگاتا بزرگ‌ترین شهر در شهری است که زمانی ولایت اچیگو بوده است. این جزیره در ساحل شمال غربی هونشو، بزرگ‌ترین جزیره ژاپن قرار دارد. بندر در دریای ژاپن رو به غرب به سمت جزیره سادو است. در سال ۱۸۵۸، نیگاتا به عنوان یکی از پنج بندری تعیین شد که برای تجارت بین‌المللی در [[عهدنامه دوستی و تجارت بین ایالات متحده آمریکا و ژاپن] بین ژاپن و ایالات متحده باز شد. با این حال، سطح آب کم در بندر، باز شدن واقعی کشتی‌های خارجی را تا سال ۱۸۶۹ به تأخیر انداخت.
این عنوان «شوگون» یک مقام مسئول اداره شهر بندری نیگاتا را مشخص می‌کند. تعداد مردانی که به‌طور همزمان این عنوان را دارند در طول زمان متفاوت است.